# 2,6-Di-tert-butylphenol
2,6-Di-tert-butylphenol ist eine aromatische Verbindung. Es ist ein Derivat des Phenols mit zwei tert-Butylgruppen.

## Gewinnung und Darstellung
2,6-Di-tert-butylphenol kann durch die Reaktion von Phenol mit Isobuten und einem Aluminiumphenoxid-Katalysator hergestellt werden.

## Verwendung
2,6-Di-tert-butylphenol wird weithin als Antioxidans in Kraftstoffen, Schmierstoffen und Polymeren verwendet. Eingesetzt wird es auch als synthetisches Zwischenprodukt für die Herstellung von höhermolekularen phenolischen Antioxidantien.